# Nuschidschan Tappe
Nuschidschan Tappe (persisch نوشیجان تپه [nuʃid͡ʒɑn tæppɛ]) ist ein archäologischer Fundplatz im zentralen Zagros-Gebirge in Westiran in der Nähe der Stadt Malayer. In der Fachwelt hat sich die (englische) Transkription „Nush-i Jan“ etabliert.
1965 wurde Nuschidschan während eines Surveys in der Malayer-Ebene gefunden. Der Fundplatz wurde anschließend von 1967 bis 1977 von David Stronach und Michael Roaf in fünf Kampagnen ausgegraben.
Nuschidschan lässt sich in sechs Hauptphasen unterteilen, die mit Unterbrechungen von der Eisenzeit bis in die parthische Zeit datieren. Die 1. Phase ist die eisenzeitliche Hauptnutzung als religiöses Zentrum, die 2. Phase ist die Verfüllung, die 3. Phase ist eine eisenzeitliche Nachnutzungsphase. Die 4. Phase beschreibt einen Hiatus, der vor allem durch kollabierte Architektur belegt ist. Die 5. Phase ist ein parthisches Dorf und die 6. Phase ist eine weitere Offenlassungsphase, nach der der Tappe aufgegeben wurde.

## Die eisenzeitliche Zitadelle
Die Grabungsergebnisse belegen eine eisenzeitliche Besiedlung ab ca. 800 v. Chr., die aus einer Reihe Lehmziegelbauten besteht. Diese Lehmziegelbauten wurden nicht alle auf einmal errichtet, sondern nach und nach, bis der Geländesport fast vollständig bebaut war. Bei den Gebäuden handelt es sich um:
- den „Zentralen Tempel“ (der erste Feuertempel)
- das „Alte Westliche Gebäude“ (vermutlich ein zweiter Tempel)
- das Fort
- die äußeren Mauern und die Zisterne
- eine Säulenhalle und ein später hinzugefügter Tunnel

### Der Zentrale Tempel
Der Zentrale Tempel stellt das älteste Gebäude der Zitadelle dar und bestand aus drei Räumen, zwei Vorräumen und einer Kammer im hinteren Teil. In der Hinteren Kammer befand sich der älteste bekannte Feueraltar des Irans. Häufig wird dieses Gebäude daher als erster Feuertempel bezeichnet.

### Das „Alte Westliche Gebäude“
Das alte westliche Gebäude wurde als zweites errichtet und liegt im Westen der Zitadelle. Der Grundriss des Gebäudes ist dem des Zentralen Tempels sehr ähnlich. Der Eingang im Osten des Gebäudes besteht aus zwei miteinander verbundenen Räumen und auch hier führt eine Rampe in obere Stockwerke. Der innere Raum des Gebäudes ist rechteckig und mit Nischen verziert. Hier gibt es jedoch keinen Feueraltar, weshalb das Gebäude trotz seiner Ähnlichkeit zum Zentralen Tempel nicht als Tempel gedeutet wird.

### Das Fort
Das dritte Gebäude auf der Zitadelle war das Fort östlich des zentralen Tempels. Es handelt sich hierbei um einen mehrräumigen rechteckigen Bau, der auf einer massiven Lehmziegelplattform steht. Die Räume sind langgezogene Lagerräume und eine Rampe sowie eine Treppe führt in ein oberes nicht erhaltenes Stockwerk. Die militärische Deutung des Forts rührt vor allem von den etlichen Schießscharten, mit denen die genieschte Außenfassade des Gebäudes versehen ist. Eine Deutung als Lager wäre aber ebenfalls denkbar.
Ein außerordentlicher Fund im Fort ist der Silberhort unter einem der Fußböden. Hier fanden sich etliche Schmuckstücke und Barren, überwiegend aus Silber, in einer Bronzeschüssel zusammengepackt. Vermutlich wurde dieser Hort kurz nach 650 v.u.Z als Versteck angelegt und dann vergessen worden.

### Die Umfassungsmauer und die Zisterne
Später wurde eine Umfassungsmauer gebaut, die vermutlich oval um alle Gebäude der Zitadelle verlief, aber nur im Westen, Süden und Osten erhalten ist. Im am besten erhaltenen südlichen Teil zeigt sich, dass diese mit einer Reihe Iwanen versehen war. Durch diese Ummauerung etabliert sich auch ein Hof zwischen dem Zentralen Tempel, dem Fort und der später errichteten Säulenhalle. In diesem Hof wurde ein tiefer rechteckiger Schacht in den anstehenden Felsen gegraben, der als Zisterne oder Brunnen gedeutet wird und vermutlich die Wasserversorgung der Zitadelle darstellt.

### Die Säulenhalle und der Tunnel
Die Säulenhalle ist auf einer Lehmziegelplattform gebaut. Die Halle hat eine Länge von 20 m, eine Breite von 15 m und ist leicht trapezförmig. Die Halle hat drei Säulenreihen mit je vier Säulen und somit insgesamt zwölf Säulen, die das schwere Gewicht der Decke zu tragen hatten. Die Säulen waren aus Holz und jede Säule hatte einen Durchmesser von 25 cm. Die Nord-, Ost- und Südwand waren mit dekorativen Nischen versehen und die Westwand verschloss das alte westliche Gebäude.
Während einer späteren Phase wurde in die Mitte der Säulenhalle eine kellerförmige Grube drei Meter tief durch die Lehmziegelplattform bis zum anstehenden Felsen gegraben. Von dieser Grube ging eine Treppe nach Westen hinunter in den Felsen. Diese endet jedoch in einer Sackgasse und angesichts ihrer Formen kann man feststellen, dass dieser Tunnel nie zu Ende gebracht und aus unbekannten Gründen unvollständig aufgegeben wurde.

## Die Verfüllung
Nach der Nutzung als Zitadelle wurde sehr viel Arbeitskraft in eine Verfüllung der Höfe und des Zentralen Tempels gesteckt. Die Räume des Tempels wurden komplett mit Schiefersteinen aufgefüllt und um den Tempel herum wurde ein halbkreisartiges Oktogon aus Lehmziegeln erbaut. Da der Tempel so nicht mehr betretbar war, handelt es sich vermutlich um ein Abschlussritual. Auch die Höfe wurden mit Lehmziegeln mehrere Meter aufgemauert und nur an einigen Stellen, zum Beispiel bei der Zisterne, freigelassen. Diesen gewaltigen Verfüllungsarbeiten ist es auch zu verdanken, dass die Zitadelle so gut erhalten ist.

## Die eisenzeitliche Nachnutzung
Ohne eine Unterbrechung wurden gleich nach der Verfüllung Teile der Zitadelle für häusliche Zwecke wieder genutzt. Auch die benutzte Keramik ist die gleiche wie in den früheren Phasen. In der Säulenhalle wurden viele kleine Mauern errichtet und auch südlich des Tempels entstanden neue Räume. Die Siedlung bestand etwa 75 Jahre und wurde dann verlassen. Es folgte ein etwa 500-jähriger Hiatus, in dem keine Nutzung des Tappes nachweisbar ist.

## Das parthische Dorf
Das parthische Dorf ist kaum erhalten und vor allem zu den Hängen des Tepes stark erodiert. Es besteht aus einigen von Häusern, die sich entlang einer vom Osten nach Westen verlaufenden Straße aufreihen. Im Osten dieser Häuserreihen befinden sich einige größere Räume, die teilweise die noch anstehenden Mauern des Forts wiederverwendeten. Es wurde über die gut erhaltene Keramik datiert, dauerte aber vermutlich nicht länger als 50 Jahre, bis es verlassen wurde.